# 熊希龄故居
熊希龄故居，位于中国湖南省湘西州凤凰县，是中华民国原国务总理熊希龄出生成长的地方。

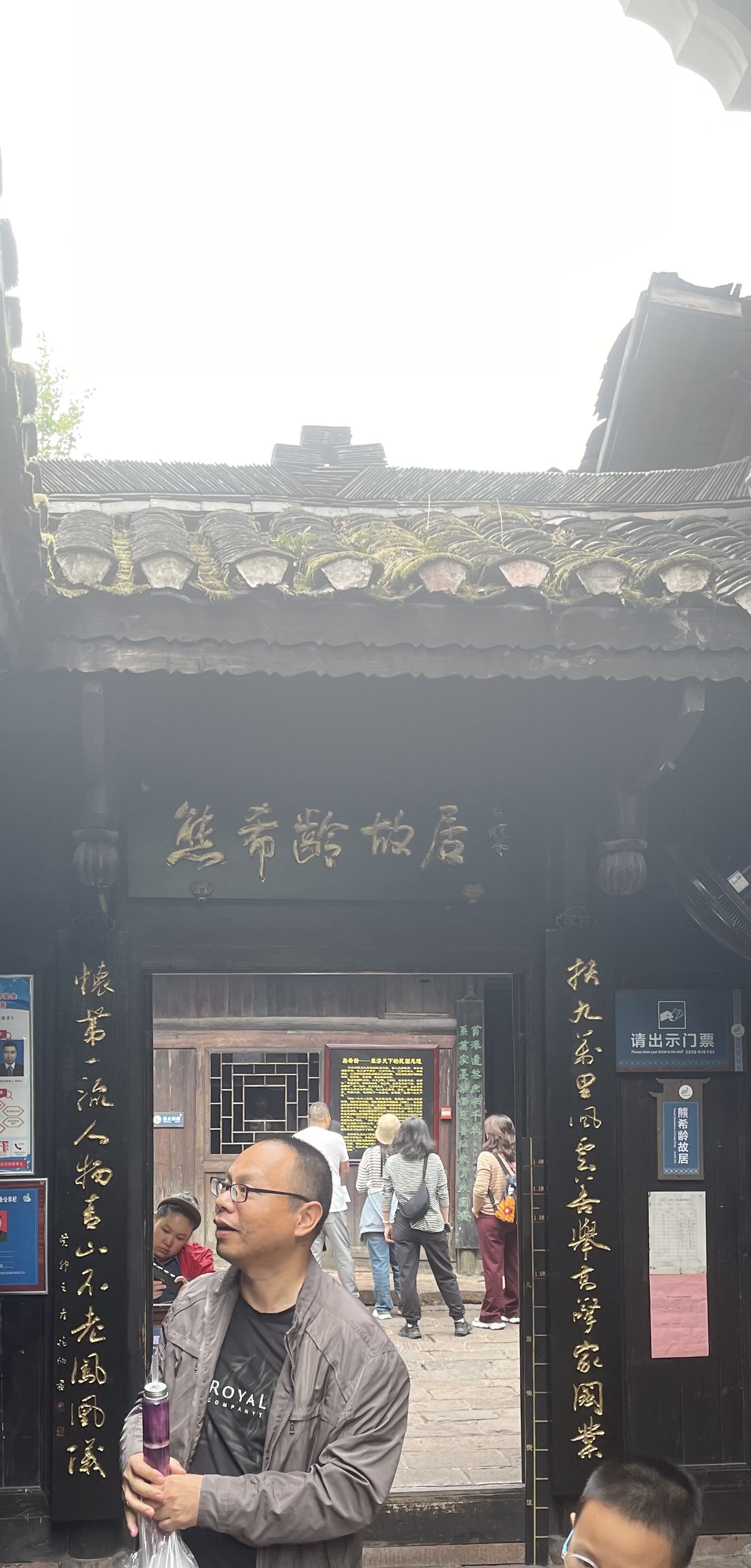
熊希龄故居

## 历史沿革
清同治七年（1868），熊希龄故居始建。此屋系熊希龄祖父熊士贵任镇竿镇标左营把总时购置，熊希龄于清同治九年（1870年）在此诞生，并在此生活成长。
2000年，熊希龄故居经修复后对外开放。2023年，湖南省文物局批准再次修缮故居。
2002年5月19日，熊希龄故居被湖南省人民政府公布为湖南省省级文物保护单位。

## 建筑规制
熊希龄故居位于凤凰古城文星街，东距沱江约200米，为坐北朝南砖木结构的四合院，占地262.9平方米，建筑面积157平方米。正房面阔三间，穿斗式结构，硬山顶，有封火墙，覆小青瓦，明间旁边为卧室、厨房和烤火屋等，三合土地面。天井院坪为一指二钻的红砂岩石块铺就，旁有碓屋一间；正屋对面为书房，木剪式梁架结构，盖小青瓦，面积72平方米，临院一面为雕花窗棂。房屋室内外以木板隔断，刷桐油；正屋及书斋的6扇窗户为全用套方式、井字复杂花式、床柳条式花格门窗，覆小白纸。东部有回廊，廊内置石磨；回廊外有61.75平方米的花园，内有花草、石桌、石凳等。
大门原挂有香山慈幼院校友会献联：“一生赤诚爱国盼中华振兴；半世慈善办学为民族育人。”正屋檐下方悬中国政协副主席毛致用所书“熊希龄故居” 匾额，明间堂屋正中挂熊希龄像，像下置熊希龄半身铜像，铜像为香山慈幼院校友于2001年10月献铸，高51厘米，宽35厘米，铜像旁挂熊希龄手书对联：“意气消磨群动里；形骸变化百年中。” 二门上有蔡元培行书赠联 “宦海倦游还山小试慈幼院；鞠躬尽瘁救世惜无老子军”。耳房内挂着毛泽东、周恩来、胡耀邦等领导人对熊希龄的评价，厅内有国民政府主席林森题词：“濯濯佳禾，滋培秀实；拱把梓桐，养成百尺。恻隐之心，惠鲜之德；宏此仁施，保种强国。”故居还陈列了熊希龄及家人各类照片、使用的桌椅、文具及其手稿等实物。